# Viatcheslav Chanov
Viatcheslav Viktorovitch Chanov (russe : Вячеслав Викторович Чанов), né le 23 octobre 1951 à Moscou à l'époque en URSS et aujourd'hui en Russie, est un footballeur international soviétique (russe) qui évoluait au poste de gardien de but, avant de devenir ensuite entraîneur.
Son frère, Viktor, était également footballeur.

## Biographie

### Carrière de joueur

#### Carrière en club
Au cours de sa carrière en club, il dispute 276 matchs en première division soviétique, notamment avec les équipes du Chakhtar Donetsk et du Torpedo Moscou. Il se classe deuxième du championnat en 1975 avec le Chakhtar.
Au sein des compétitions européennes, il dispute un match en Coupe de l'UEFA, et deux en Coupe des coupes.

#### Carrière en équipe nationale
Chanov joue un seul match en équipe d'Union soviétique. Il s'agit d'une rencontre amicale disputée face à l'Allemagne à Hanovre le 28 mars 1984 (défaite 2-1). Il est capitaine lors de ce match.
Il figure dans le groupe des sélectionnés lors de la Coupe du monde de 1982. Lors du mondial organisé en Espagne, il ne joue aucun match.

## Palmarès

### Palmarès de joueur
| Chakhtar Donetsk - Championnat d'URSS : - Vice-champion : 1975. - Coupe d'URSS : - Finaliste : 1978. |  | Torpedo Moscou - Coupe d'URSS : - Finaliste : 1982. |

### Palmarès individuel
- Meilleur gardien de Russie (1) :
  - Vainqueur : 1981.